# Coulon (gemeente)
Coulon is een gemeente in het Franse departement Deux-Sèvres (regio Nouvelle-Aquitaine) en telt 2180 inwoners (2004). De plaats maakt deel uit van het arrondissement Niort.

## Geografie
De oppervlakte van Coulon bedraagt 29,7 km², de bevolkingsdichtheid is 73,4 inwoners per km².

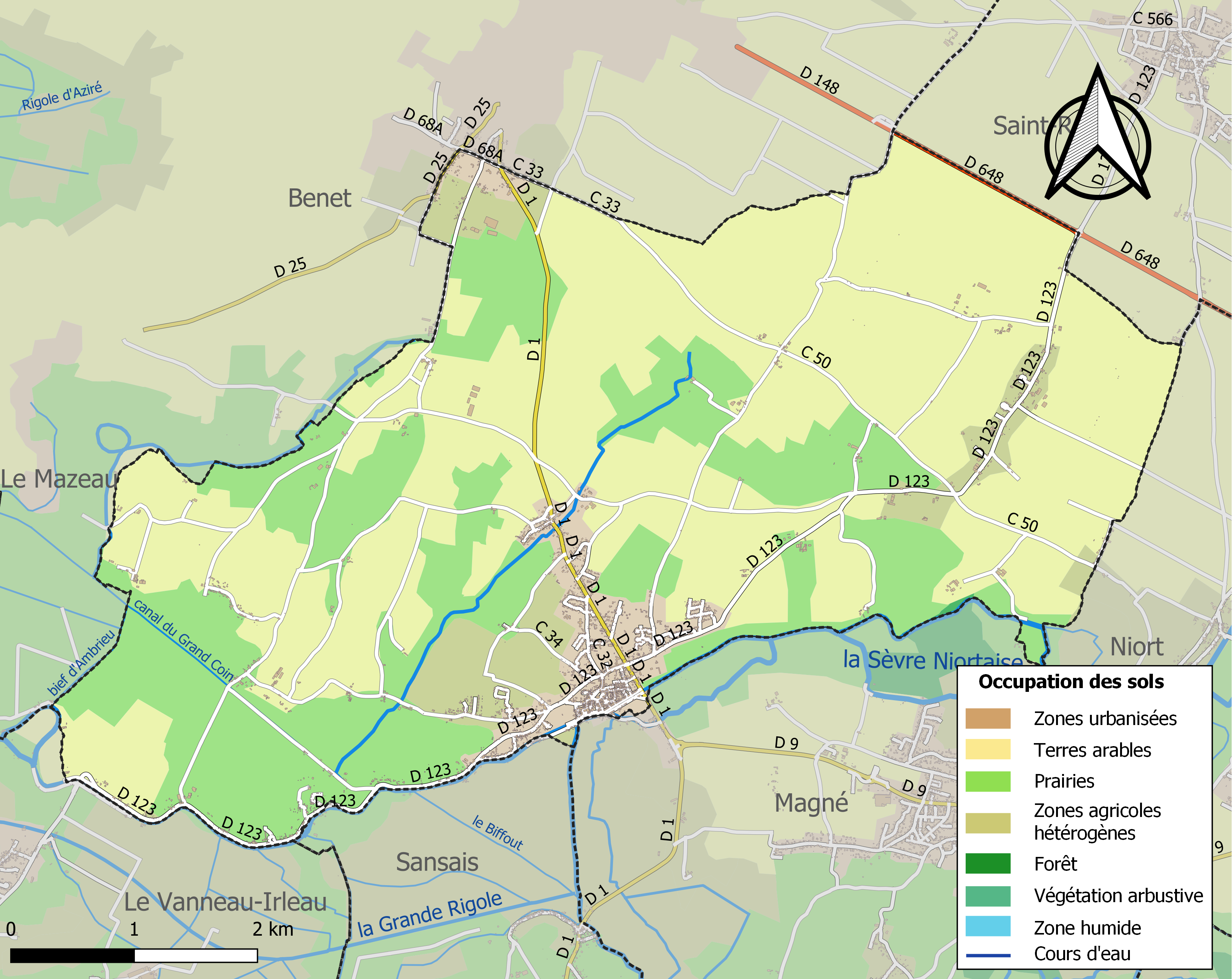
Kaart van de gemeente met de belangrijkste infrastructuur, bodemgebruik en omliggende gemeenten

## Demografie
Onderstaande figuur toont het verloop van het inwonertal (bron: INSEE-tellingen).